# Hans-Bert Matoul
Hans-Bert Matoul (Nordharz, 2 giugno 1945 – Wernigerode, 17 agosto 2025) è stato un calciatore tedesco orientale dal 1990 tedesco, di ruolo attaccante.

## Palmarès

### Club

#### Competizioni nazionali
- Coppa della Germania Est: 1

Chemie Lipsia: 1965-1966

## Statistiche

### Cronologia presenze e reti in Nazionale
| Cronologia completa delle presenze e delle reti in nazionale ― Germania Est | Cronologia completa delle presenze e delle reti in nazionale ― Germania Est | Cronologia completa delle presenze e delle reti in nazionale ― Germania Est | Cronologia completa delle presenze e delle reti in nazionale ― Germania Est | Cronologia completa delle presenze e delle reti in nazionale ― Germania Est | Cronologia completa delle presenze e delle reti in nazionale ― Germania Est | Cronologia completa delle presenze e delle reti in nazionale ― Germania Est | Cronologia completa delle presenze e delle reti in nazionale ― Germania Est |
| Data                                                                        | Città                                                                       | In casa                                                                     | Risultato                                                                   | Ospiti                                                                      | Competizione                                                                | Reti                                                                        | Note                                                                        |
| --------------------------------------------------------------------------- | --------------------------------------------------------------------------- | --------------------------------------------------------------------------- | --------------------------------------------------------------------------- | --------------------------------------------------------------------------- | --------------------------------------------------------------------------- | --------------------------------------------------------------------------- | --------------------------------------------------------------------------- |
| 26/02/1974                                                                  | Tunisi                                                                      | Tunisia                                                                     | 0 – 4                                                                       | Germania Est                                                                | Amichevole                                                                  | -                                                                           |                                                                             |
| 28/02/1974                                                                  | Algeri                                                                      | Algeria                                                                     | 1 – 3                                                                       | Germania Est                                                                | Amichevole                                                                  | 1                                                                           | 57’                                                                         |
| 13/03/1974                                                                  | Berlino                                                                     | Germania Est                                                                | 1 – 0                                                                       | Belgio                                                                      | Amichevole                                                                  | -                                                                           |                                                                             |
| Totale                                                                      |                                                                             | Presenze                                                                    | 3                                                                           |                                                                             | Reti                                                                        | 1                                                                           |                                                                             |